# 必殺の用心棒
『必殺の用心棒』（ひっさつのようじんぼう、原題:Sugar Colt）は、フランコ・ジラルディ監督によるマカロニ・ウェスタン。007シリーズのマカロニ・ウェスタン版と銘打たれている。

## あらすじ
南北戦争が終わった直後の頃。北軍の将校と兵士の一団が拉致される事件が発生。ヤンガーと手下達による仕業で、後に大佐と呼ばれる男が黒幕であることが判明。彼等は南軍の残党であった。捜査はトム・クーパーに委ねられる。クーパーは現在は女性相手の仕事で優雅に暮らしているが、元はシュガー・コルトと異名を取るやり手の諜報員であった。クーパーは医師を装ってマムシ谷と呼ばれる地域に潜入。住民の多くは大佐の言いなりで、捜査は難航。しかし大佐の愛人ベスとその姪御には身元を知られるものの見逃される。クーパーは作戦を変えてシュガー・コルトとしての身元を明かし、正面からの戦いを挑む。証人が相次いで殺され、協力者のサミーも死亡。クーパーも一旦は囚われの身となるが、手下達を倒して脱出。サミーが入手していた証拠から人質の居場所が判明、クーパーは現場へ急行し人質を解放、格闘の末ヤンガーを倒す。大佐は町へ逃げ帰ったところをベスに射殺され、事件は解決。ベスの姪御はクーパーを嫌っていると思われたが、彼女は町を離れるクーパーの馬車の中に隠れていた。

## キャスト
| 役名               | 俳優                     | 日本語吹き替え | 日本語吹き替え | 日本語吹き替え | 日本語吹き替え |
| 役名               | 俳優                     | NET版          | TBS版          | テレビ朝日版   | ？版           |
| ------------------ | ------------------------ | -------------- | -------------- | -------------- | -------------- |
| トム・クーパー     | ハント・パワーズ         | 羽佐間道夫     | 羽佐間道夫     | 納谷六朗       | 大塚芳忠       |
| ジョセフィン       | ソルダード・ミランダ     | 鈴木弘子       | 平井道子       |                |                |
| ハールブルック少佐 | ジュリアーノ・ラファエリ | 富田耕生       | 嶋俊介         | 富田耕生       |                |
| ベス               | ジェニー・オーク         | 来宮良子       | 翠準子         |                |                |
| ビンゴ             | ルイス・バルブー         |                |                |                |                |

- NET版：初回放送1971年10月9日『土曜映画劇場』
- TBS版：初回放送1973年12月10日『月曜ロードショー』
- テレビ朝日版：初回放送1977年5月7日『土曜映画劇場』
- ？版：初回放送日不明

その他声の出演：池田勝、筈見純、谷口節、塚田正昭、峰恵研、国坂伸